# John Wingate Weeks
John Wingate Weeks (Lancaster, 11 aprile 1860 – Lancaster, 12 luglio 1926) è stato un politico statunitense.

## Biografia
Fu il quarantottesimo segretario alla Guerra degli Stati Uniti,  sotto i presidenti degli Stati Uniti d'America Warren Gamaliel Harding e Calvin Coolidge (29º e 30º presidente).
Fra le altre cariche ricoperte durante la sua carriera politica quella di rappresentante al senato e alla camera, quindi entrambe le camere che compongono il Congresso degli Stati Uniti d'America rappresentando lo stato del Massachusetts.
Suo figlio, Charles Sinclair Weeks, divenne un famoso politico.

## Riconoscimenti
Il cacciatorpediniere USS John W. Weeks (D-701) è stato chiamato così in suo onore.